# Нови Сонч
Нови Сонч (на полски: Nowy Sącz; на немски: Neu Sandez) е град в Южна Полша, Малополско войводство. Административен център е на Новосончки окръг без да е част от него. Самият град е обособен в самостоятелен окръг (повят) с площ 57,58 км2.

## География
Градът е разположен на 281 м надморска височина, в сърцето на Бескидските планини и край бреговете на реките Дунайец, Попрад и Каменица.

## Население
Според данни от полската Централна статистическа служба, към 1 януари 2014 г. населението на града възлиза на 83 943души. Гъстотата е 1 458 души/км2.

## Спорт
Градът е дом на футболния клуб Сандеця (Нови Сонч).

## Личности

### Родени в града:
- Карл Менгер, австрийски икономист
- Юзеф Олекси, политик
- Йежи Вуйчик, кинодеец
- Пьотър Шверчевски, футболист

## Фотогалерия
- Кралският замък
- Малополски културен център „Сокол“
- Изглед от централната част на града

## Побратимени градове
Нови Сонч е побратимен град или има международно сътрудничество с:
| - Авсалар, Турция - Враня, Сърбия - Габрово, България - Гуадалахара, Испания - Jiaonan, Китай | - Елбльонг, Полша - Изерния, Италия - Кишкунхалаш, Унгария - La Baule-Escoublac, Франция - Liévin, Франция | - Нарвик, Норвегия - Нетания, Израел - Прешов, Словения - Стара Любовна, Словакия - Стрий, Украйна | - Тарнов, Полша - Тайлей Парк, САЩ - Тракай, Литва - Уиръл, Великобритания - Шверте, Германия |